# Charles Pic
Pour les articles homonymes, voir Pic.
Charles Pic, né le 15 février 1990 à Montélimar (Drôme), est un pilote automobile français. Il dispute 39 Grands Prix de Formule 1 de 2012 à 2013 avec Marussia F1 Team puis Caterham F1 Team. Son frère Arthur Pic, né en 1991, est également pilote automobile.

## Biographie

### Débuts en karting
Charles Pic commence par faire un peu de moto puis son parrain, Éric Bernard, ancien pilote de Formule 1, lui offre un kart alors qu'il a 12 ans pour débuter en catégorie Minimes. En 2003, il passe en Junior où il connaît une de ses premières satisfactions en se qualifiant pour la phase finale du championnat d’Europe. L’année suivante, il termine le championnat de France à la troisième place. La saison 2005 a été riche en podiums internationaux, avec notamment la médaille de bronze du championnat d’Europe.

### Formules de promotion en monoplace (2006-2011)
Comme beaucoup de jeunes pilotes, il entre dans la Filière FFSA et se classe troisième au championnat de France de Formule Campus en 2006. Il choisit de privilégier l’Eurocup de Formula Renault 2.0 pour la saison 2007. Il remporte sa première victoire internationale en monoplace au Nürburgring, et après une série de podiums, il décroche la troisième place finale.
Au cours de l'intersaison 2007-2008, il procède à des essais en Formule Renault 3.5 et Simon Abadie, le team-manager de Tech 1 Racing, accepte de l'accueillir au sein de son équipe, championne en titre de la discipline. Lors de cette saison 2008, Pic termine sixième du championnat avec deux victoires. En 2009, pour sa deuxième saison en Formule Renault 3.5, il termine troisième ce qui lui permet d'accéder aux GP2 Series l'année suivante. Pour sa première saison en GP2 avec Arden, il termine dixième du championnat avec une victoire, une pole position et deux podiums.
En 2011, il quitte Arden pour Barwa Addax, ce qui lui permet de se battre avec les leaders tout au long de la saison pour terminer quatrième du championnat. En cours de saison, Pic signe avec Lagardère Unlimited pour son management et reçoit les conseils de l'ancien pilote de F1 Olivier Panis.

### Carrière en Formule 1 (2012-2013)

#### Débuts réussis avec Marussia (2012)

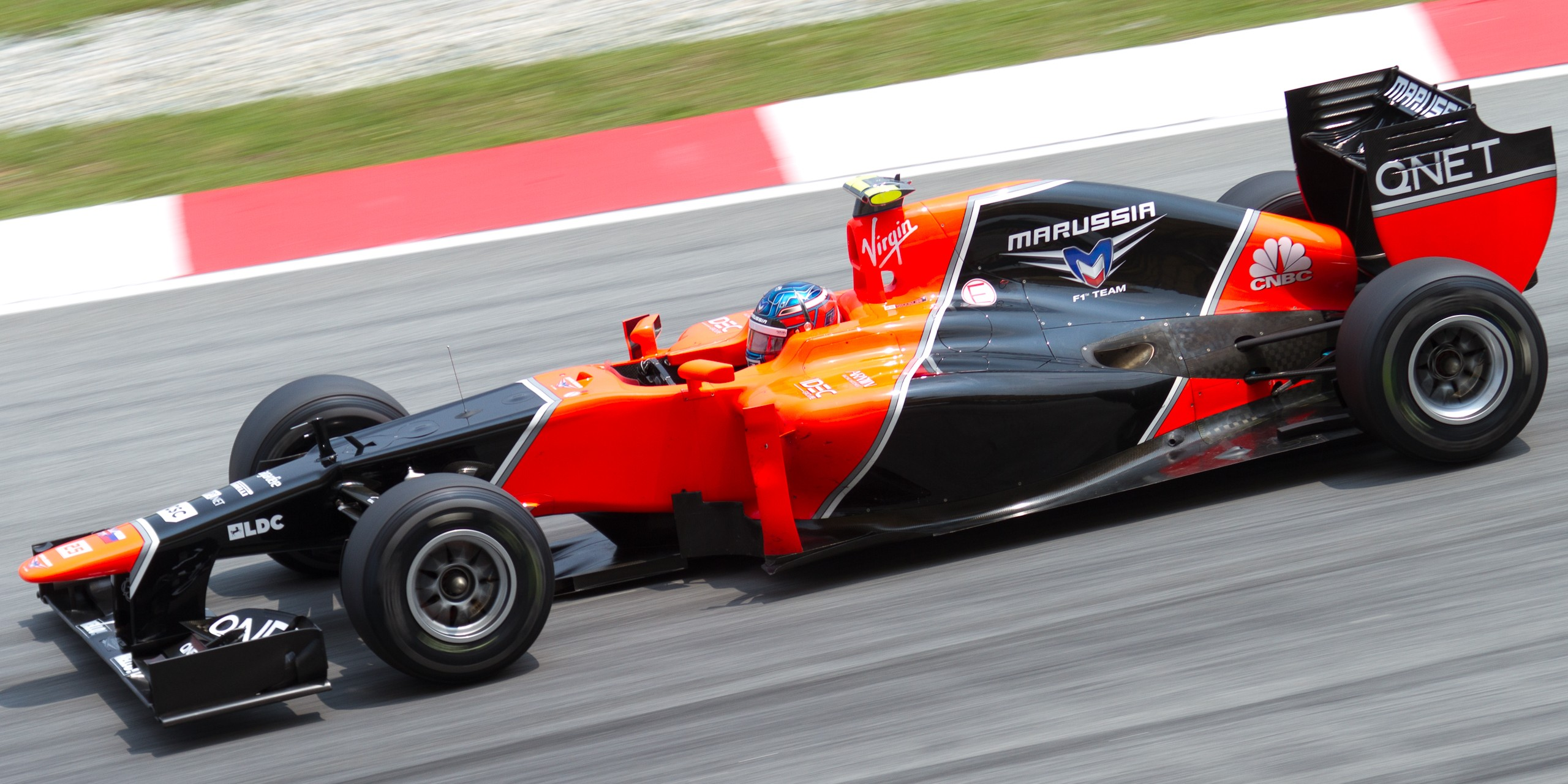
Charles Pic sur Marussia en 2012

Charles Pic remplace le Belge Jérôme d'Ambrosio chez Marussia F1 Team pour la saison 2012 de Formule 1 aux côtés de Timo Glock. Il progresse à chaque week-end de course et commence à faire jeu égal avec son coéquipier notamment lors du Grand Prix de Bahreïn où il le bat en qualification pour la première fois. En Europe son équipier déclare forfait et Pic réussit son meilleur résultat depuis le début de la saison avec une quinzième place devant Felipe Massa.
En Belgique après la pause estivale, il se qualifie vingt-deuxième et est battu par Glock en course après un long duel entre les deux pilotes dans les derniers tours. Au Grand Prix de Corée du Sud, Pic s'élance en dernière position après avoir changé de moteur et termine en dix-neuvième position devant les monoplaces HRT. Lors du dernier Grand Prix de l'année au Brésil, il annonce son départ chez Caterham pour la saison 2013 et réalise sa meilleure performance de la saison en terminant douzième de la course.

#### Deuxième saison chez Caterham (2013)

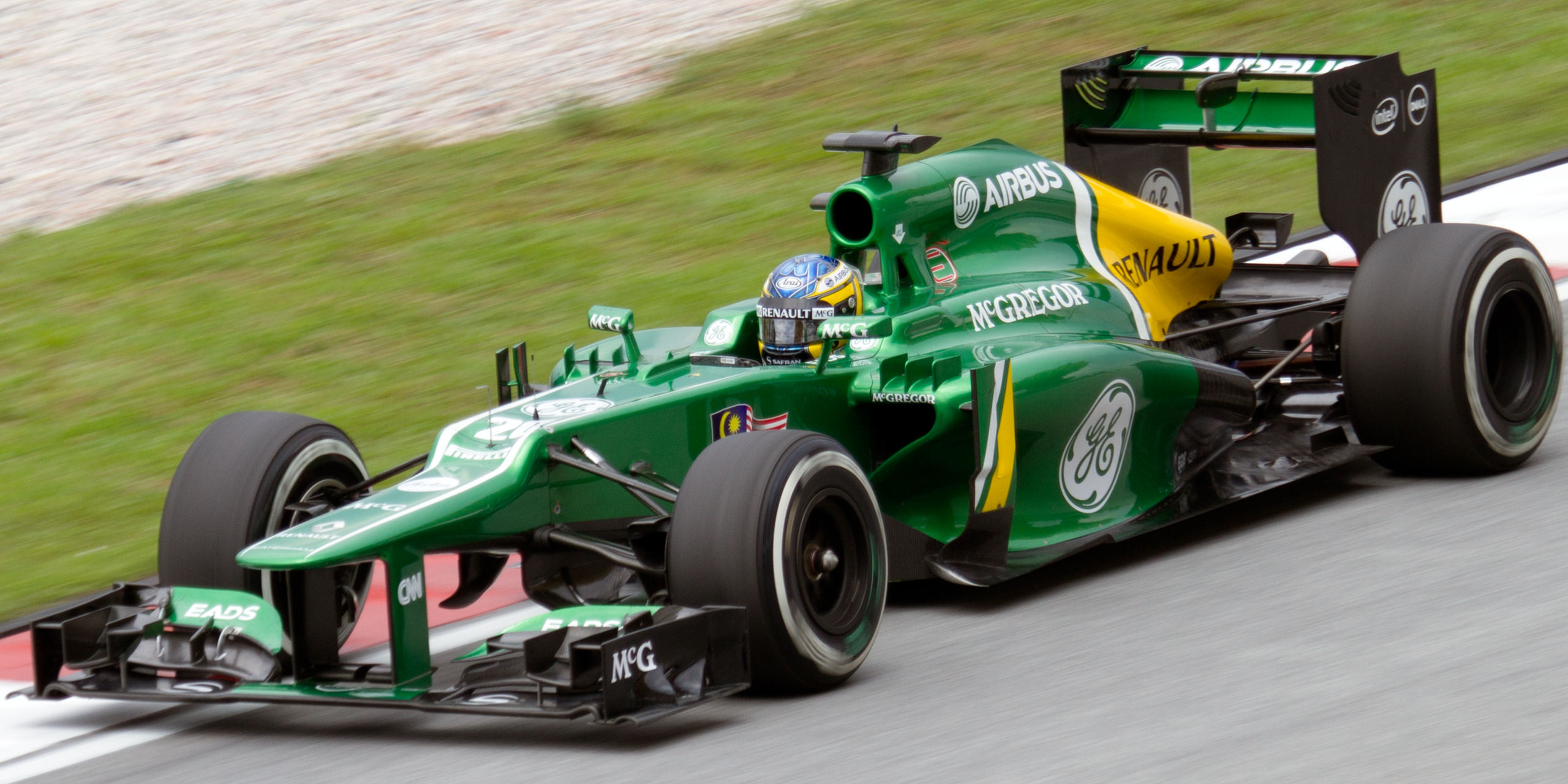
Pic, lors du Grand Prix de Malaisie 2013.

En novembre 2012, Charles Pic devient pilote-titulaire ; quelque temps plus tard, Giedo Van der Garde, son ancien équipier en GP2 Series, est confirmé à ses côtés.
Charles Pic avec une monoplace peu performante, connaît un début de saison difficile mais devance nettement son coéquipier tant en qualification qu'en course. Lors du Grand Prix de Monaco, il abandonne pour la première fois de la saison. À partir de la mi-saison la Caterham devient plus fiable et plus performante, ce qui lui permet d'obtenir de meilleurs résultats comme sa quinzième place en Hongrie. En Corée, il se classe quatorzième de l'épreuve et devance son coéquipier Giedo Van der Garde ainsi que les deux Marussia. Il se classe vingtième du championnat du monde avec aucun point, son meilleur résultat étant une quatorzième place obtenue à deux reprises.

### Reconversion après la Formule 1

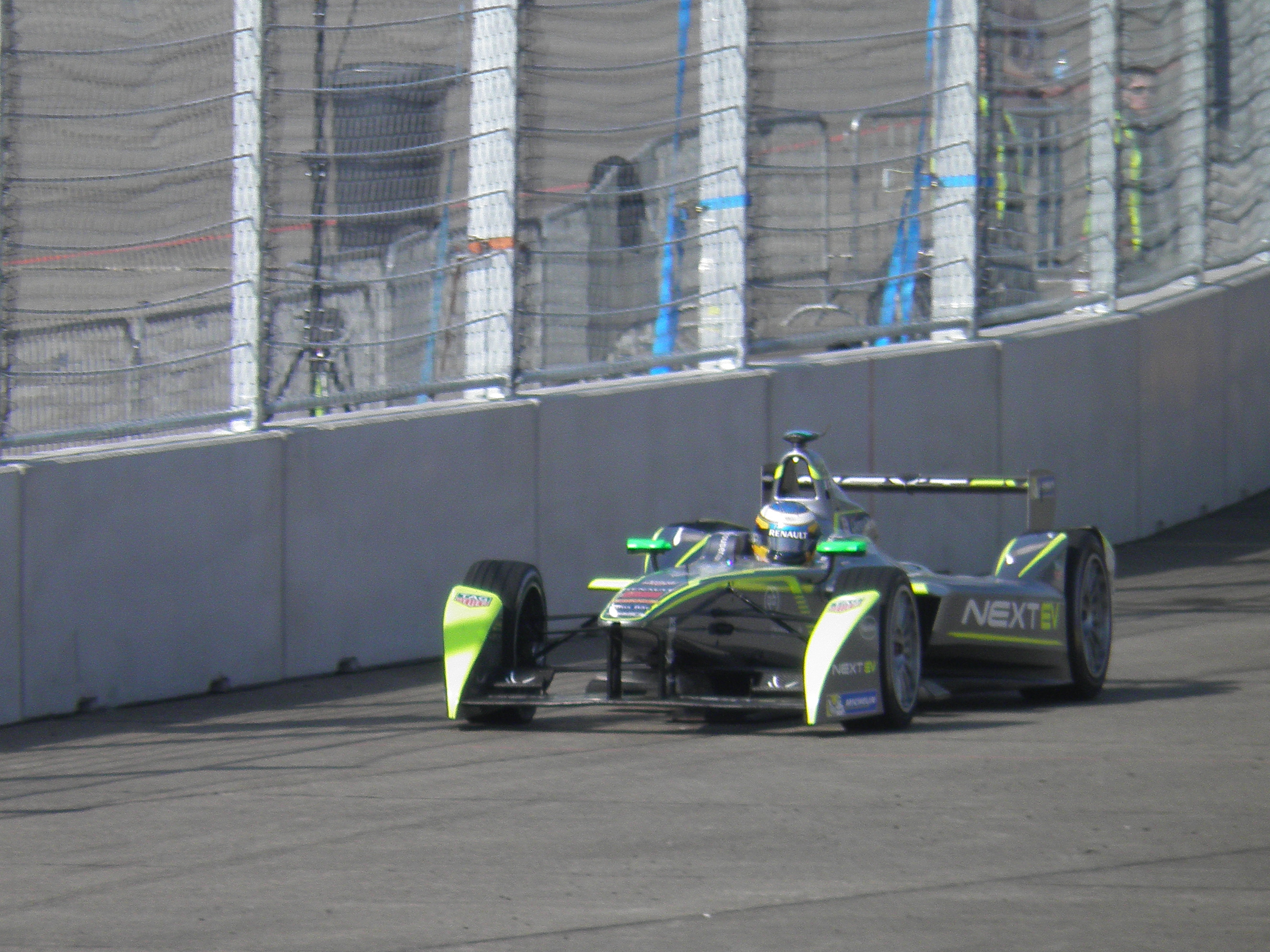
Charles Pic, sur une Formule E de NEXTEV TCR lors de la manche berlinoise.

En janvier 2014, Cyril Abiteboul, directeur sportif de Caterham, annonce que Pic est remplacé par Kamui Kobayashi. Charles Pic rejoint Lotus F1 Team en tant que pilote de réserve, où il effectue quelques séances d'essais.
À quelques jours du début du championnat de Formule E FIA 2014-2015 de monoplaces électriques, Charles Pic est annoncé chez l'équipe américaine Andretti Autosport, au volant de la Spark-Renault SRT 01E no 28,. Après une absence de quelques manches, il rejoint NEXTEV TCR à mi-saison. Il se classe finalement dix-huitième du championnat avec seize points, en ayant participé à cinq des onze courses de l'année, avec pour meilleur résultat une quatrième place à Pékin.
Il réalise également début décembre 2014 des essais avec Mercedes-Benz pour le Deutsche Tourenwagen Masters, au volant d'une Mercedes C-Coupé.
En janvier 2015, il intègre l'entreprise familiale de transport et logistique, le Groupe Charles André basé à Montélimar, en qualité de directeur général du département assets, et de Delta Route, une filiale du Groupe GCA.
En août 2015, Charles Pic poursuit son ancienne équipe Lotus F1 Team en justice pour non-respect du contrat de l'année passée, et obtient un remboursement de 800 000 euros après l'intervention d'huissiers durant le Grand Prix de Belgique,.
Il effectue quelques apparitions pour Canal+ dans des émissions spécialisées sur la Formule 1 à partir de 2015,.

## DAMS
En février 2022, Charles Pic conclut un accord pour reprendre l'équipe DAMS engagée en Formule 2.

## Résultats en compétition automobile

### Carrière avant la Formule 1

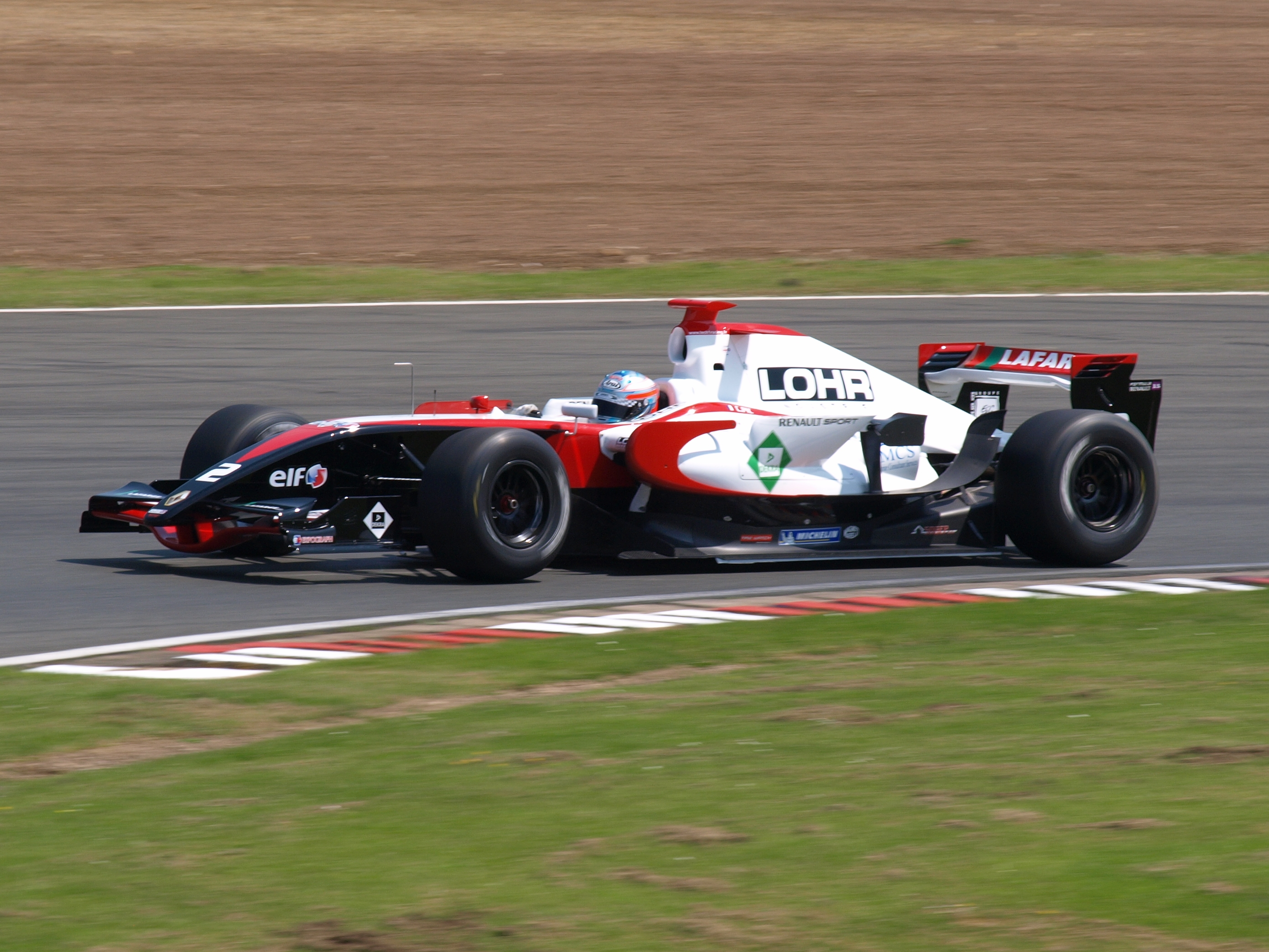
Charles Pic en World Series by Renault, en 2008

- 2004 : Karting catégorie Junior, 5e au Championnat d’Italie et 3e au Championnat de France.
- 2005 : Karting catégorie Junior, vainqueur des qualifications zone Ouest et 3e au Championnat d’Europe, vainqueur du Trophée Margutti et vice-champion d’Italie.
- 2006 : Championnat de France de Formule Campus, 3e (1 victoire)
- 2007 : Eurocup Formule Renault, 3e (1 victoire) et Championnat de France de Formule Renault, 4e
- 2008 : World Series by Renault, 6e (2 victoires)
- 2009 : World Series by Renault, 3e (2 victoires)
- 2009/2010 : GP2 Asia Series avec Arden International, 5e (1 victoire)
- 2010 : GP2 Series avec Arden International, 10e (1 victoire)
- 2011 : GP2 Series avec Barwa Addax Team (en), 4e (2 victoires)

### Résultats en championnat du monde de Formule 1
| Saison | Écurie           | Châssis | Moteur      | Pneus   | GP disputés | Podiums | Meilleurs tours | Abandons | Points inscrits | Classement |
| ------ | ---------------- | ------- | ----------- | ------- | ----------- | ------- | --------------- | -------- | --------------- | ---------- |
| 2012   | Marussia F1 Team | MR01    | Cosworth V8 | Pirelli | 20          | 0       | 0               | 5        | 0               | 21e        |
| 2013   | Caterham F1 Team | CT03    | Renault V8  | Pirelli | 19          | 0       | 0               | 4        | 0               | 20e        |

| Année | Écurie           | Châssis | Moteur      | Pneus | 1      | 2      | 3      | 4        | 5        | 6        | 7      | 8      | 9      | 10     | 11       | 12     | 13     | 14     | 15       | 16       | 17     | 18       | 19       | 20     | Classement | Points |
| ----- | ---------------- | ------- | ----------- | ----- | ------ | ------ | ------ | -------- | -------- | -------- | ------ | ------ | ------ | ------ | -------- | ------ | ------ | ------ | -------- | -------- | ------ | -------- | -------- | ------ | ---------- | ------ |
| 2012  | Marussia F1 Team | MR01    | Cosworth V8 | P     | AUS 15 | MAL 20 | CHI 20 | BAH Abd. | ESP Abd. | MON Abd. | CAN 20 | EUR 15 | GBR 19 | ALL 20 | HON 20   | BEL 16 | ITA 16 | SIN 16 | JPN Abd. | COR 19   | IND 19 | ABD Abd. | USA 20   | BRE 12 | 21e        | 0      |
| 2013  | Caterham F1 Team | CT03    | Renault V8  | P     | AUS 16 | MAL 14 | CHI 16 | BAH 17   | ESP 17   | MON Abd. | CAN 18 | GBR 15 | ALL 17 | HON 15 | BEL Abd. | ITA 17 | SIN 19 | COR 14 | JPN 18   | IND Abd. | ABD 19 | USA 20   | BRE Abd. |        | 20e        | 0      |

### Résultats en championnat de Formule E
| Année     | Écurie                    | Châssis               | Moteur                     | 1     | 2   | 3   | 4   | 5      | 6      | 7     | 8      | 9   | 10  | 11  | Classement | Points |
| --------- | ------------------------- | --------------------- | -------------------------- | ----- | --- | --- | --- | ------ | ------ | ----- | ------ | --- | --- | --- | ---------- | ------ |
| 2014-2015 | Andretti Autosport        | Spark-Renault SRT 01E | McLaren Electronic Systems | BEI 4 | PUT | PDE | BUE |        |        |       |        |     |     |     | 18e        | 16     |
| 2014-2015 | NEXTEV TCR Formula E Team | Spark-Renault SRT 01E | McLaren Electronic Systems |       |     |     |     | MIA 17 | LBH 16 | MCO 8 | BER 15 | MSC | LON | LON | 18e        | 16     |

### Après la Formule 1
- 2014 : Formule 1, troisième pilote de Lotus F1 Team
- 2014-2015 : Formule E, 18e, 16 points (une course avec Andretti Autosport, quatre courses avec NEXTEV TCR)